# Comédie-Française

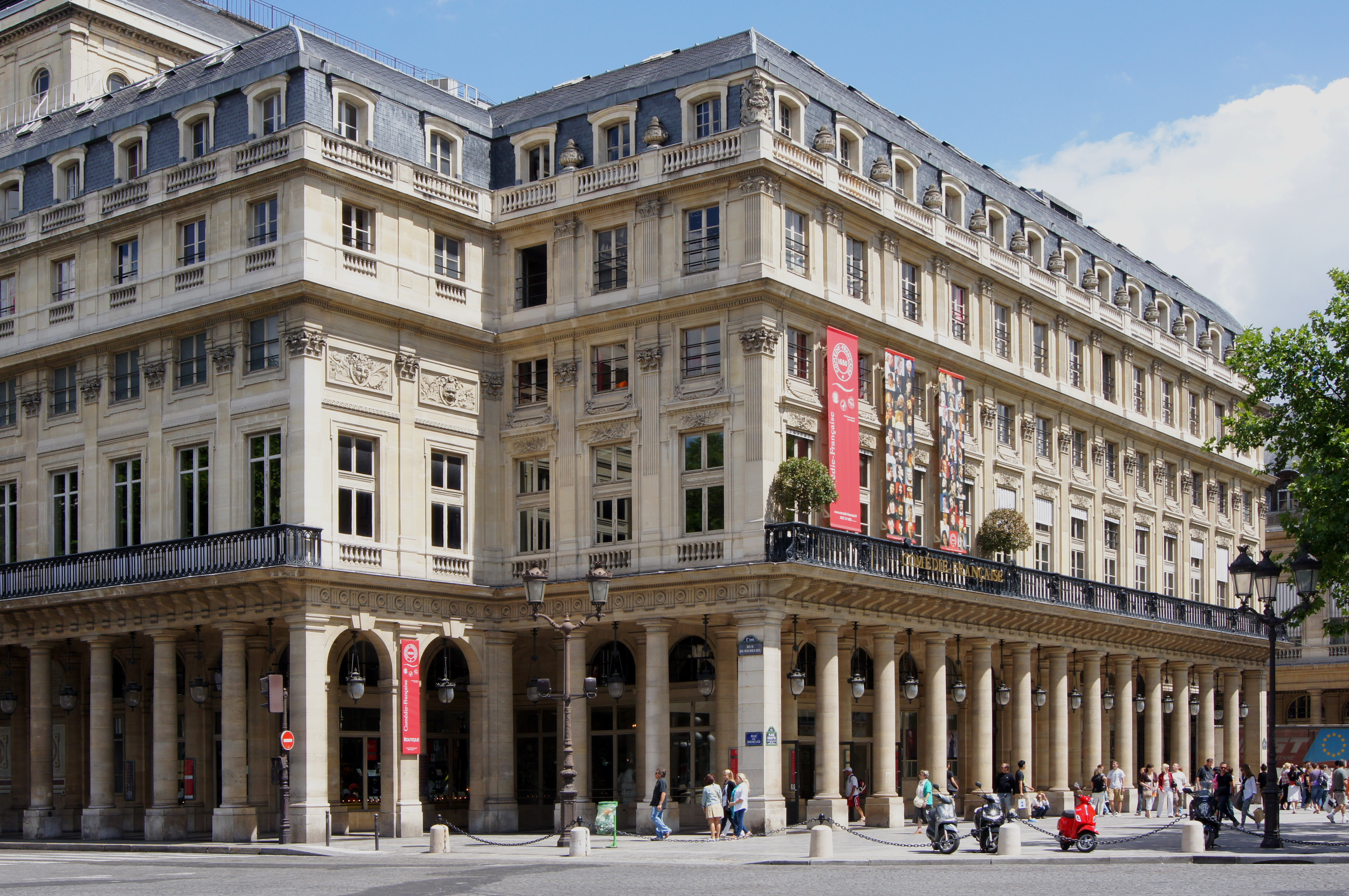
Gebouw van de Comédie-Française aan de rue de Richelieu

De Comédie-Française of Théâtre-Français, is het voornaamste staatstheater van Frankrijk en het enige waaraan een vast toneelgezelschap verbonden is. Het is gevestigd in een prestigieus gebouw aan de rue de Richelieu in het centrum van Parijs. De Comédie brengt hoofdzakelijk klassieke Franse toneelstukken, hoewel af en toe buitenlandse opvoeringen plaats hebben. Het bestuur van de onderneming berust bij de vaste acteurs en actrices (sociétaires) onder leiding van de langst in dienst zijnde, de doyen. Acteurs die (nog) geen sociétaire zijn, worden pensionnaires genoemd. Vrijwel alle belangrijke toneelspelers die Frankrijk in het verleden heeft gehad, zijn korte of lange tijd verbonden geweest aan de Comédie-Française.

## Geschiedenis

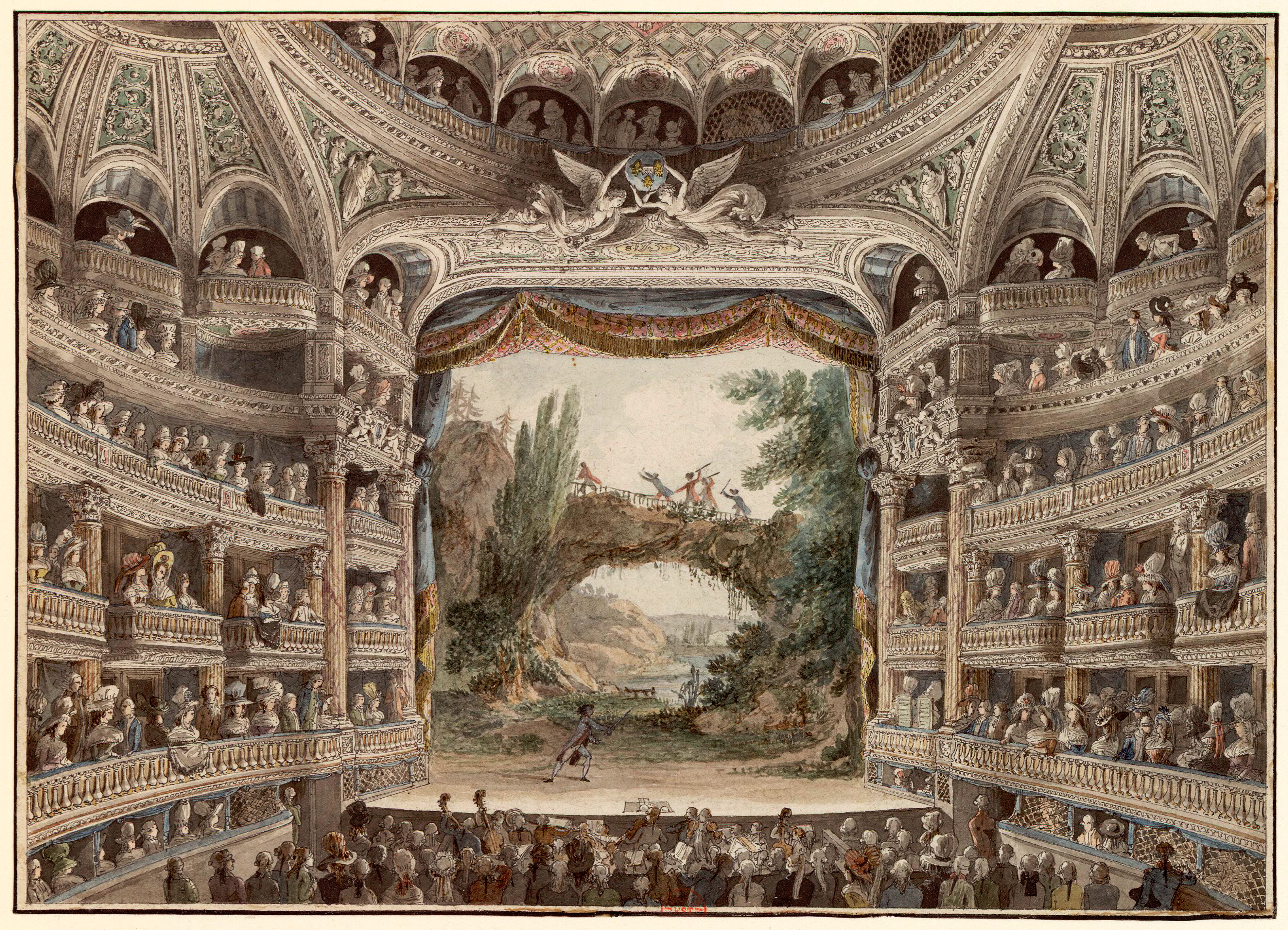
Interieur in 1790

De Comédie-Française werd opgericht bij decreet van Lodewijk XIV in 1680. De Franse toneelschrijver en acteur Molière, die in 1673 – nog vóór de officiële oprichting – was overleden, kan beschouwd worden als de wegbereider voor de Comédie-Française. Het theater werd gevestigd in de rue de l'Ancienne Comédie in het 6e arrondissement. Tegenover het theater opende in 1686 het nog bestaande Café Procope, een van de oudste en bekendste restaurants van Parijs. Eind 18e eeuw werd het Théâtre de l'Odéon gebouwd, eveneens in het 6e arrondissement, speciaal voor de Comédie-Française. Tijdens de Franse Revolutie kwam het tot een scheuring tussen koningsgezinde acteurs en republikeinen. Laatstgenoemden, onder leiding van de jonge François-Joseph Talma, begonnen een nieuw theater onder de naam Théâtre de la République. De koningsgezinden gingen verder als Théâtre de la Nation, maar dit theater werd tijdens de Terreur door de revolutionairen gesloten, waarbij de acteurs in de gevangenis belandden. Na de staasgreep van Napoleon Bonaparte vormde de groep rond de acteur Talma in 1799 de nieuwe Comédie-Française op de huidige locatie.

## Huisvesting
Het hoofdgebouw van de Comédie-Française is de Salle Richelieu, onderdeel van het Palais-Royal, een voormalig koninklijk paleis, waar al in de tijd van kardinaal de Richelieu toneelvoorstellingen werden gegeven. In 2012-13 vonden de voorstellingen plaats in een tijdelijk theater in het complex van het Palais-Royal. Onderdeel van het Palais-Royal is ook een bibliotheek-museum met duizenden boeken, manuscripten, toneelontwerpen en kunstvoorwerpen (waaronder circa 360 schilderijen en 270 beelden).
De Comédie-Française speelt ook in twee andere theaterzalen in Parijs: sinds 1993 in het Théâtre du Vieux-Colombier in het 6e arrondissement en sinds 1996 in het kleine Studio-Théâtre in de Carrousel du Louvre, een ondergronds commercieel centrum nabij het Louvre.
- CiNii: DA06444561
- Gemeinsame Normdatei: 115269-5
- International Standard Name Identifier: 0000 0001 2097 9859
- Library of Congress Control Number: n50052276
- MusicBrainz: fbb41140-417d-4a37-88e0-059d3404b26f
- Nationale Bibliotheek van Israël: 987007259928805171
- Virtual International Authority File: 134746571